# Чернстрём, Даниель
Лейф Да́ниель Че́рнстрём (швед. Leif Daniel Tjernström; родился 19 февраля 1974 года в Карлскуге) — шведский футболист, опорный полузащитник. В составе стокгольмского АИКа провёл 14,5 лет, 395 официальных матчей и приобрёл культовый статус среди болельщиков клуба.

## Ранние годы
Отец Даниеля играл в хоккей. Рядом с домом находилось футбольное поле, поэтому Даниель играл в футбол с шести лет. Первым клубом Чернстрёма был местный «Бротен ИК». Кроме футбола, до 18 лет Даниель занимался слаломом.

## Клубная карьера
Перед сезоном-1993 перешёл из любительского клуба «Карлскуга» в выступавший в лиге Аллсвенскан «Дегерфорс» из одноимённого городка в лене Эребру. В середине июня 1993 года «Дегерфорс» выиграл Кубок Швеции. В финале против «Ландскруны» Чернстрём отдал голевую передачу Ульфу Оттоссону, «Дегерфорс» победил со счётом 3:0. В 1994 году играл под руководством Эрика Хамрена. В чемпионате-1994 забил 2 гола. Перед сезоном-1996 перешёл в другой клуб Аллсвенскан, «Эребру» из одноимённого города. В чемпионате-1997 провёл 22 матча, забил 3 гола. В «Эребру» провёл 3 года, как и в «Дегерфорсе». По окончании сезона-1998 «Эребру» столкнулся с экономическими трудностями и был вынужден продавать футболистов.
В середине декабря 1998 года подписал контракт сроком на 4 года с зарплатой чуть меньше 100 тыс. крон в месяц со стокгольмским АИКом, только что ставшим чемпионом Швеции. В конце января 1999 года АИК и «Эребру» согласовали сумму перехода, она оценивалась около полутора—двух млн крон. 25 апреля 1999 года в матче чемпионата против «Кальмара» забил первый гол за АИК, дальний удар Чернстрёма установил окончательный счёт 4:0. 28 июля 1999 года забил единственный гол в выездной первой игре второго квалификационного раунда Лиги чемпионов против белорусского клуба «Днепр», газета «Dagens Nyheter» назвала Чернстрёма «лучшим на поле». В домашнем ответном матче АИК легко победил со счётом 2:0. В третьем квалификационном раунде соперником был греческий клуб АЕК. Первая игра в Афинах закончилась со счётом 0:0, в ответном матче на «Росунде» единственный гол забил Небойша Новакович с передачи Чернстрёма. АИК пробился в групповой этап. В игре группового этапа против «Арсенала» на «Уэмбли» при счёте 1:1 мяч после удара Чернстрёма попал в руку Найджела Уинтерберна, но пенальти не был назначен, и АИК проиграл со счётом 1:3.
В чемпионате-2000 24 раза выходил в стартовом составе и 1 раз — на замену, забил 2 гола. В 2000—2001 годах тренеры часто использовали Чернстрёма на позиции крайнего полузащитника. В 2003 году главный тренер АИКа Ричард Мани перевёл Чернстрёма на позицию левого защитника. В 2004 году Даниель пропустил много матчей из-за травм, а АИК выбыл в лигу Суперэттан. В 2005 году новый тренерский штаб (Рикард Норлинг и Небойша Новакович) вернули Чернстрёма на позицию опорного полузащитника и назначили капитаном команды. 1 декабря 2008 года АИК подтвердил, что Даниель остаётся капитаном на 2009 год.
В 2009 году АИК в 11-й раз стал чемпионом Швеции, через 11 лет после десятого чемпионства. За тур до конца чемпионата у АИКа было 58 очков, у «Гётеборга» — 57. В последнем туре «Гётеборг» принимал АИК. Даниель Чернстрём вышел на замену на 77-й минуте игры и на 85-й минуте забил победный гол, «чёрно-жёлтые» победили со счётом 2:1 и стали чемпионами Швеции. Для Чернстрёма сезон-2009 был 11-м в составе АИКа.
30 ноября 2009 года Даниель Чернстрём подписал новый контракт сроком до конца 2010 года. В январе 2011 года продлил контракт до конца 2011 года, в августе 2011 года — до конца 2012 года. Сезон-2012 стал для Чернстрёма 14-м в составе АИКа. В чемпионате-2012 Даниель 7 раз выходил в стартовом составе и 5 раз — на замену, отдал 2 голевые передачи. В Лиге Европы 2012/13 сыграл в четырёх квалификационных матчах и в одной игре группового этапа. 4 ноября 2012 года АИК проводил последний матч на «Росунде», против «Мальмё». Даниель Чернстрём вышел на замену на 72-й минуте игры вместо Робина Куайсона и сразу же получил капитанскую повязку от Нильса-Эрика Юханссона. За 2 дня до этого Чернстрём продлил контракт до 31 июля 2013 года.
В 2013 году не играл и 15 июня 2013 года стало известно, что Даниель Чернстрём завершает карьеру. Последним матчем Чернстрёма стала домашняя игра чемпионата против «Эльфсборга» 3 августа 2013 года, Даниель вышел на замену на 77-й минуте вместо Сельсо Борхеса. После финального свистка состоялась церемония прощания Чернстрёма с большим футболом, в которой участвовали Леннарт Юханссон и Эрик Хамрен. С 2009 года болельщики АИКа распевали фразу «Tjerna till landslaget» (рус. Черну в сборную), и Эрик Хамрен отметил это, вручив Даниелю футболку сборной Швеции с его фамилией и номером «8» (номер Чернстрёма в АИКе).
4 августа 2013 года АИК объявил, что Даниель Чернстрём займёт офисную должность в отделе корпоративной социальной ответственности клуба.

## Карьера в сборных
Выступал за молодёжную (до 21 года) сборную Швеции с мая 1994 года до февраля 1995 года, провёл 6 матчей (из них 2 отборочных к молодёжному (до 21 года) чемпионату Европы 1996 и 4 товарищеских).
В январе 1997 года Томми Свенссон включил Даниеля Чернстрёма в состав национальной сборной Швеции на товарищеский турнир «Кубок короля Таиланда». Дебютной для Чернстрёма стала игра с командой Румынии 9 февраля 1997 года, Даниель вышел на замену вместо Марино Рамберга на 76-й минуте. 21 мая 1997 года сыграл за вторую сборную Швеции (вместе с такими футболистами, как Хенрик Ларссон и Никлас Александерссон) в товарищеском матче со второй сборной Польши. Последней игрой Чернстрёма за сборную стала товарищеская встреча с национальной сборной ЮАР, Даниель вышел в стартовом составе и на 59-й минуте был заменён на Тобиаса Линдерота. Швеция стала первой европейской сборной, проигравшей ЮАР.

## Характеристика
Сильной стороной Чернстрёма был мощный удар с левой ноги, слабой — неиспользование правой ноги.

## Достижения
- Чемпион Швеции 2009
- Обладатель Кубка Швеции (3): 1992/93, 1998/99, 2009
- Обладатель Суперкубка Швеции 2010